# 叶春及
葉春及（1532年—1595年），字化甫，号絅斋，廣東惠州府歸善縣人（今广东省惠州市惠阳区），明朝政治人物，官至户部郎中，與當時同樣出身於惠州的叶萼、叶梦熊、李学一、杨起元合稱為“湖上五先生”。著有《惠安政書》、《絅齋先生文集》等著作，後人保存、整理其著作，合編為《石洞集》，共十八卷，乃《四庫全書》收著的唯一一部惠州人的著作 。

## 生平
叶春及自幼聪颖，常以古人自期，喜欢读先秦以前的著作，对《左传》、《离骚》尤加精通。嘉靖三十一年（1552年），二十一岁的叶春及舉廣東乡试，但其后六次进京会试皆以失败告终。
嘉靖年間，廣東潮、惠地區爆發大規模民變，史稱嶺東盜亂，葉春及的故鄉惠州飽受盜匪侵擾，百姓苦不堪言，地方官又消極應對，盜匪在嶺東盤據十餘年，肆意擄掠人民並占地稱王，官軍軟弱無能，未能完全剿滅，地方人士多次上疏中央派兵剿匪，但無奈惠州並非富庶地區，地方缺乏具影響力的士大夫，無法彙整各方意見，於是包含葉春及在內的惠州士人遂集體上疏中央盼望能平定亂事。
隆庆元年（1567年），明穆宗即位，下詔求敢于直言者，十二月（按：夏历，下同），叶春及赴京應試，並趁此機會上疏，在京師期間寫下二十五篇文章，一共三万余言，切中时务，“洞烛世弊，笔锋所及，多为人所讳言”。次年正月，因求见通政姜宝未成，叶春及自费雇人将文章誊写了若干份，散发出去，于是其所作文章在京城官员手中流传，“京师皆知公上书矣”。北京官员一致称颂，将其与唐时耿介嫉恶的刘蕡相提并论，称其为“刘蕡复出”。其后戊辰科會試成績公佈，其名在乙籍，被授予福清教谕。三月二十五日，叶春及拜见通政司通政使李一元，李一元十分輕視舉人身份的葉春及，怒斥道：“佣书十二金，愚！向朝廷弄学问，傲！”，并对叶春及进行了一番谩骂。四月十二日，应诏书终于上至明穆宗，四月十六日，明穆宗下旨：“该衙门知道。”
隆庆四年（1570年），迁惠安县令，任职期间实行多项利民措施，如饬吏治，毁淫祠，建社学，立保约，并不管老幼皆将之入籍，称此举可“无事可以行教化，有事可以比什伍”。在他的治下，令行禁止，其深受上级领导的重视和敬重，在民间甚至有民谣称“叶君为政，惟饮吾水，设施不烦，五风十雨”。万历元年（1573年），因为得罪权贵，叶春及称病乞休，上级提拔他为宾州知州，惠安民众乞求他留下，而“忌者又匿宾州檄令”，叶春及“乞病益力”，最终持冠而去，走时“三年知县，两箱行里” 。最后，叶春及被削职为民。
被削职为民后，叶春及在广东省罗浮山读书、讲学、写作不辍。万历十九年（1591年），经太常卿艾穆、户部给事中王嗣美推荐，担任兴国知州，但并未就任，随后又被提拔为郧阳（今郧县）同知，一年后，再次提拔为户部员外郎，随转江西司郎中，最终“劳卒”。

## 著作
- 《惠安政書》：葉春及擔任惠安縣令期間所作，全書五卷，記有《图籍问》、《地里考》、《版籍考》、《地理图》、《地里表》、《户口表》、《田土表》、《赋税表》、《乡约篇》、《里社篇》、《社学篇》、《保甲篇》十二篇。該書內容廣泛，含有地理沿革、漁鹽生產、戶糧稅賦、教育文化、風土人士和鄉規民約等諸多方面，數據多而詳實[2]。 葉春及罷官回到故里後，亦積極參與方志的編修。
- 《順德縣志》：在知縣葉初春的邀請下，葉春及參與了廣州府順德縣的志書編修，全志共十卷，該志亦為順德縣留存至今最早版本的地方志。
- 《永安縣志》：葉春及首次參與家鄉的志書編纂，在嶺東盜亂平定後，朝廷劃設永安縣（紫金縣），葉氏主修的萬曆版本是為該地的第一部志書。
- 《肇慶府志》：在兩廣總督吳文華的引薦之下，葉春及參與嶺西《肇慶府志》的編纂，並再度擔任主修一職，全志共二十二卷。

## 評價
《惠安政書》：有學者認為此書代表明朝惠州人在政治思想方面的最高成就，为当时地方志中的佼佼者，是一部少見的縣長政治筆記 。
清初著名學者龔章在其《重刻石洞先生全集序》中稱其“以天下为己任”，“其文之足以征古人而信后世”，並稱“天下惟砥行立节之士，其俊伟刚直之气，弥纶磅礴，发为文章，必有一种不可磨灭之概”。
《四库全书》称其“治绩为当时第一”，“所著政书，井然有条”，“文章差近平直，而亦明畅。惟作令时符帖具载不遗，颇伤丛碎。”